# جون س. كالدويل
جون س. كالدويل (بالإنجليزية: John C. Caldwell)‏ هو دبلوماسي ومحامي وضابط أمريكي، ولد في 17 أبريل 1833 في فيلادلفيا في الولايات المتحدة، وتوفي في 31 أغسطس 1912 في كاليس في الولايات المتحدة.